# Хилово (Московская область)
Хилово — деревня в Лотошинском районе Московской области России.

## Общие сведения
Относится к сельскому поселению Микулинское, до реформы 2006 года относилась к Введенскому сельскому округу. По данным Всероссийской переписи 2010 года численность постоянного населения составила 9 человек (5 мужчин, 4 женщины).

## География
Расположена в южной части сельского поселения, примерно в 9 км к северу от районного центра — посёлка городского типа Лотошино, недалеко от автодороги Р90. В 1,5 км к юго-востоку находится озеро Алпатово. Соседние населённые пункты — деревни Калистово, Кудрино, Рождество и Павловское. Автобусное сообщение с пгт Лотошино.

## История
По сведениям 1859 года — деревня Латошинского прихода, Татьянковской волости Старицкого уезда Тверской губернии в 49 верстах от уездного города, на возвышенности, с 8 дворами, 3 прудами, 9 колодцами и 120 жителями (54 мужчины, 66 женщин).
В «Списке населённых мест» 1862 года Хилово — владельческая деревня 2-го стана Старицкого уезда по Волоколамскому тракту в город Тверь, при колодце, с 17 дворами и 144 жителями (61 мужчина, 83 женщины).
В 1886 году — 28 дворов и 155 жителей (76 мужчин, 79 женщин). В 1915 году насчитывался 31 двор, а деревня относилась к Федосовской волости.
С 1929 года — населённый пункт в составе Лотошинского района Московской области.

## Население
| 1859 | 1886 | 2002 | 2006 | 2010 |
| ---- | ---- | ---- | ---- | ---- |
| 144  | ↗155 | ↘13  | ↘8   | ↗9   |